# Lijst van Apple-hardware

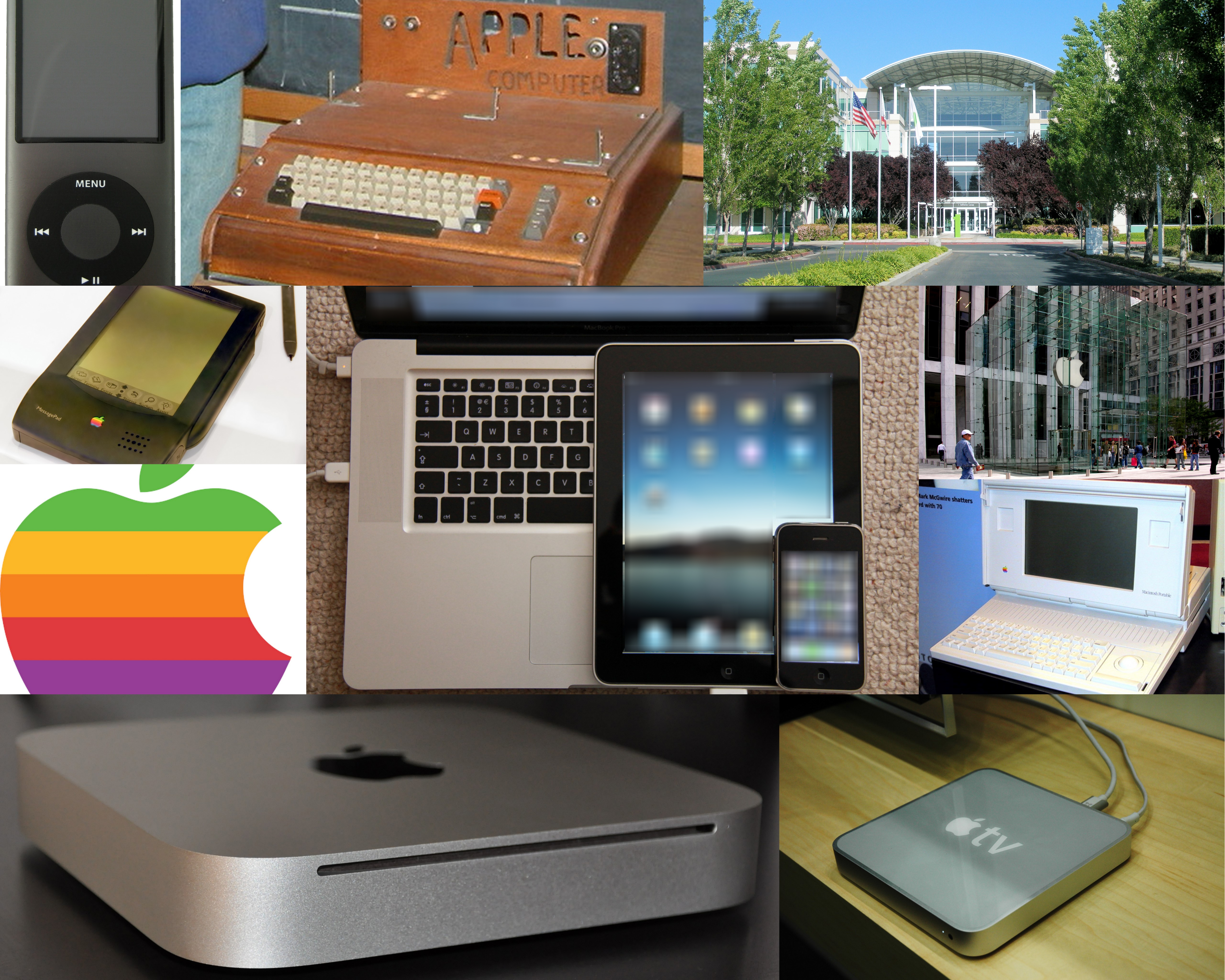

Het volgende is een lijst met hardware die door Apple Inc. door de jaren heen op de markt gebracht is.

## Personal computers

### Desktops
- Apple I (1976-1977).
- Apple II (1977-1993).
- Apple III (1980-1984).
- Apple Lisa (1983-1986).
- Apple Macintosh:
  - Compacte Macintoshes (1984-1994)
  - Macintosh II (1987-1993)
  - Macintosh LC (1990-1997)
  - Macintosh Centris (1993)
  - Macintosh Quadra (1991-1995)
  - Macintosh Performa (1992-1997)
- Power Macintosh (1994-2006).
- iMac, een alles-in-één-desktopcomputer waarbij de computer is samengevoegd met het beeldscherm (1998-heden).
- eMac, een variant van de iMac, bedoeld voor het onderwijs (2002-2006).
- Mac mini, een compacte en goedkopere Mac om nieuwe gebruikers, met name 'switchers', te laten proeven van macOS (2005-heden).
- Mac Pro, krachtige Mac, volledig zelf samen te stellen, vooral gebruikt door professionals (2006-heden).
- Mac Studio, krachtige Mac in twee varianten met de M1 Max of M1 Ultra chip. Is ongeveer drie keer zo hoog als de Mac Mini (2022-heden).

### Laptops
- Macintosh Portable, Apples eerste laptop (1989-1991).
- PowerBook, een laptop voor de professionele markt (1991-2006).
- iBook, een laptop voor de consumentenmarkt (1999-2006).
- MacBook, opvolger van de iBook en later opnieuw gelanceerd (2006-2010 en 2015-2019).
- MacBook Pro, de opvolger van de PowerBook en de MacBook (2006-heden).
- MacBook Air, tot eind 2010 de dunste laptop (2008-heden).

### Randapparatuur
- Toetsenborden; Apple heeft door de jaren heen heel wat toetsenborden geproduceerd.
- Muizen, waaronder:
  - Pro Mouse, de eerste computermuis van Apple met een optisch gebaseerd volgmechanisme in plaats van een rubberen bal.
  - Mighty Mouse, een computermuis met verschillende knoppen en een scrollballetje.
  - Magic Mouse, een computermuis zonder knoppen of scrollballetje, werkt volledig met aanraaktechnologie.
- Magic Trackpad, een Multitouch-trackpad als vervanger voor de muis, met vrijwel dezelfde functie als de trackpad in een laptop.
- Monitoren voor de computer, waaronder:
  - Apple Monitor III, een groen of wit monochroom CRT-beeldscherm voor gebruik met de Apple III (1980-1985).
  - Apple Monitor II, een groen monochroom CRT-beeldscherm voor gebruik met de Apple II-familie (1983-1993).
  - AppleColor High-Resolution RGB Monitor (1987-1992).
  - Apple Performa Plus Display (1992-1994).
  - Apple AudioVision 14 Display (1993-1995).
  - Apple Multiple Scan Display, een serie CRT-beeldschermen (1994-1999).
  - AppleVision Display (in 1997 hernoemd naar ColorSync Display), een serie high-end CRT-beeldschermen (1995-1999).
  - Apple Studio Display, een serie CRT- en LCD-beeldschermen (1998-2004).
  - Apple Cinema Display, een serie breedbeeld LCD-beeldschermen (1999-2011).
  - Apple LED Cinema Display, een serie breedbeeld LCD-beeldschermen met een glanzend scherm (2008-2011).
  - Apple Thunderbolt Display (2011-2016).
  - Apple Pro Display XDR, een professioneel display, toebehorend aan de Mac Pro (2019-heden).
  - Apple Studio Display, een display voor de consumentenmarkt, toebehorend aan de Mac Studio (2022-heden).
- Printers (1980-1999); door de jaren heen zijn de series ImageWriter (dot matrix), LaserWriter (PostScript laser) en StyleWriter (thermal inkjet) ontwikkeld.
- Apple iSight (2003-2008); een webcam met ingebouwde microfoon die op het beeldscherm geplaatst kan worden (uit productie, werd wel nog een tijdlang ingebouwd in de MacBook, MacBook Pro, iMac en Apple LED Cinema Display).

## Professionele markt

### Desktops
- Power Mac, een desktopcomputer voor de professionele markt (uit productie).
- Mac Pro, de opvolger van de Power Mac (sinds de introductie van de Intel-chips).

### Servers
- Apple Workgroup Server, een server voor de professionele markt op basis van bestaande Centris-, Quadra- en Power Macintosh-modellen (1993-1998).
- Macintosh Server, de opvolger van de Apple Workgroup Server op basis van bestaande Power Macintosh G3- en G4-modellen (1998-2003).
- Apple Network Server, een server voor de professionele markt met het AIX besturingssysteem van IBM (1996-1997).
- Xserve, de opvolger van de Apple Network Server met het MacOS X Server besturingssysteem (2002-2011).

### Overige
- Apple Cluster Controller, een gateway om Apple computers met een IBM 3270-netwerk te verbinden (1983).[1]
- AppleLine, een protocol converter om een Apple II, Macintosh of Apple Lisa aan een IBM mainframe te koppelen via het IBM 3270 terminal protocol (1985).[2]
- Xserve RAID, een extern opslagapparaat met 14 harde schijven voor gebruik met de Xserve (2003-2008).

## Consumentenelectronica

### iPod & iPhone
- iPod classic, een draagbaar apparaat voor de opslag en weergave van muziek, foto's of video (120 GB of 160 GB).[3]
- iPod nano, een kleinere variant van de iPod met een kleinere opslagcapaciteit (8 en 16 GB).[4]
- iPod shuffle, een zeer kleine iPod zonder display met 2 GB opslagcapaciteit.[5]
- iPod touch, een iPod met een touchscreen en uitgerust met wifi, draaiende op een variant van het eigen OS X (iOS, voorheen iPhone OS).(16, 32 en 64 GB).[6]
- iPod mini, de voorloper van de iPod nano, met een opslagcapaciteit van 4-6 GB (uit productie).[7]

- iPhone, een combinatie van een smartphone en een iPod Touch, draaiende op een variant van het eigen OS X (iOS, voorheen iPhone OS) met een opslagcapaciteit van 4, 8, 16, 32, 64, 128, 256 en 512 GB. Twee maanden na de introductie van de eerste iPhone verdween de 4 GB variant.
- iPhone X. Onderscheidt zich van de originele iPhone line-up met zijn edge-to-edgescherm en gezichtsherkenning om de iPhone te ontgrendelen.

### iPad
- iPad, Steve Jobs heeft op 27 januari 2010 de iPad aangekondigd. Dit is een tablet-pc met een multi-touchscherm. De iPad heeft een 9,7"-scherm en een door Apple zelf ontwikkelde 1 GHz-processor (Apple A4). Op 3 april is de eerste iPad in Nederland in gebruik genomen. Verkrijgbaar met een opslagcapaciteit van 16, 32 of 64 GB.
- iPad mini, een kleiner model van de gewone iPad waarbij alle applicaties van de andere iPad ook werken.
- iPad Air, 5e generatie van de iPad, door Apple bekendgemaakt op 22 oktober 2013. Uitgerust met retinascherm en dezelfde A7-chip die ook in de iPhone 5S gebruikt zal worden. Bevat een M7-coprocessor.
- iPad Pro.

### Apple Watch
- Apple Watch, een smartwatch.
  - Apple Watch (2014)
  - Apple Watch Series 1
  - Apple Watch Series 2
  - Apple Watch Series 3
  - Apple Watch Series 4
  - Apple Watch Series 5
  - Apple Watch SE
  - Apple Watch Series 6
  - Apple Watch Series 7
  - Apple Watch Series 8
  - Apple Watch Series 9

### Overige
- AirTag, een tracker om voorwerpen te localiseren via bluetooth.
- AirPods, draadloze bluetooth-oordopjes:
  - AirPods
  - AirPods Max
  - AirPods Pro
- AirPort, een draadloze router.
- Apple Bandai Pippin, een game console.
- Apple Music, een streamingmuziekdienst.
- Apple TV, een mediaspeler, die digitale inhoud op de televisie kan afspelen.
- Beats Electronics, een producent in audioapparatuur:
  - Beats by Dre, consumentenaudio.
  - Beats Music, een streamingmuziekdienst (per 30 november 2015 stopgezet vanwege overlap met Apple Music[8]).
- HomePod, een slimme speaker die op 5 juni 2017 door Apple Inc. werd aangekondigd tijdens het WWDC in San Jose.
- Newton, een pda die in 1996 werd geannuleerd (uit productie).
- Remote, een eenvoudige en handzame afstandsbediening voor de meeste Apple-apparatuur.
- Time Capsule, een draadloze externe harde schijf die het mogelijk maakt om via de software Time Machine draadloos en automatisch back-ups te maken.
- Apple Vision Pro, een gemengde realiteit-headset